# Semele (Mythologie)

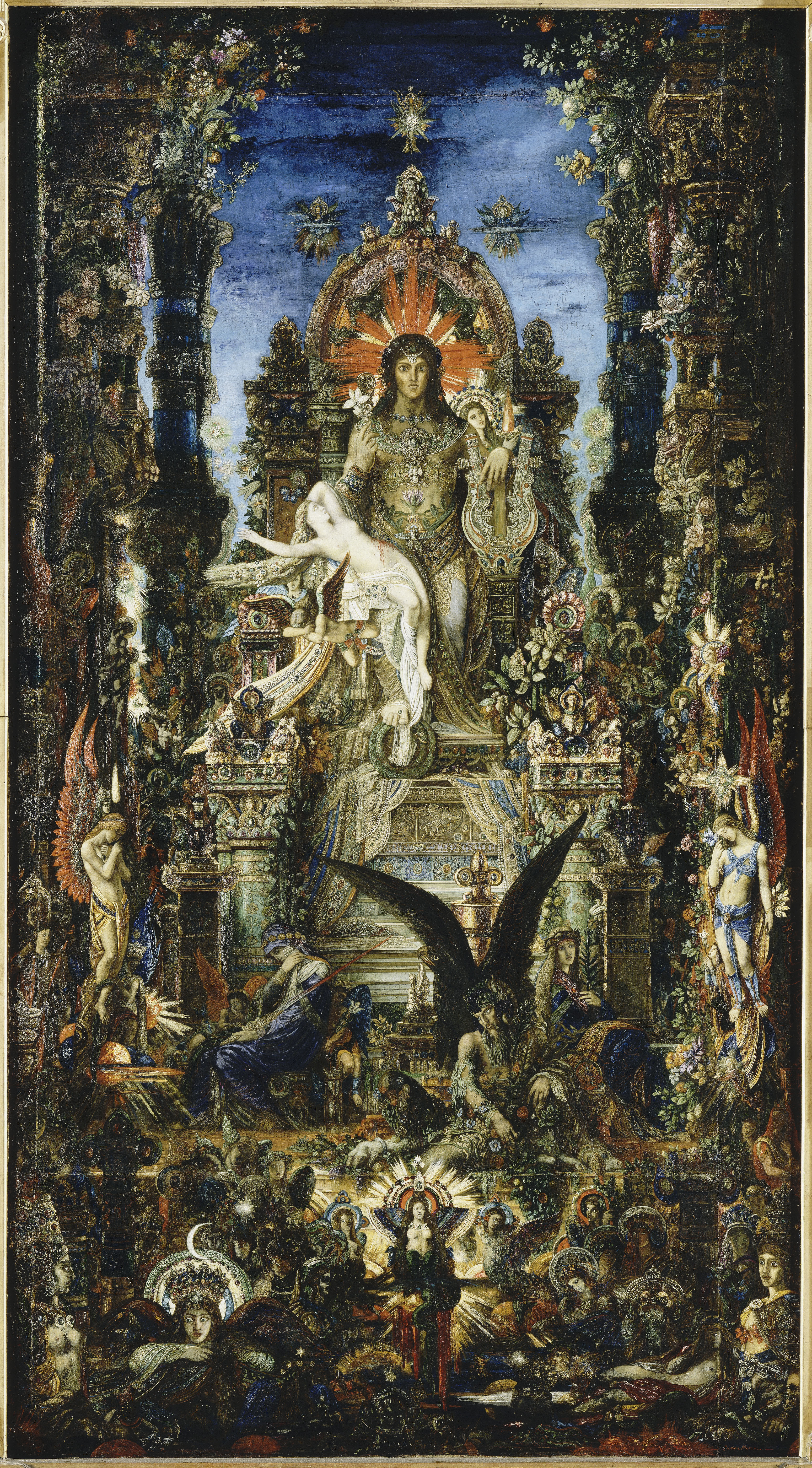
Jupiter und Semele von Gustave Moreau (1894/95)

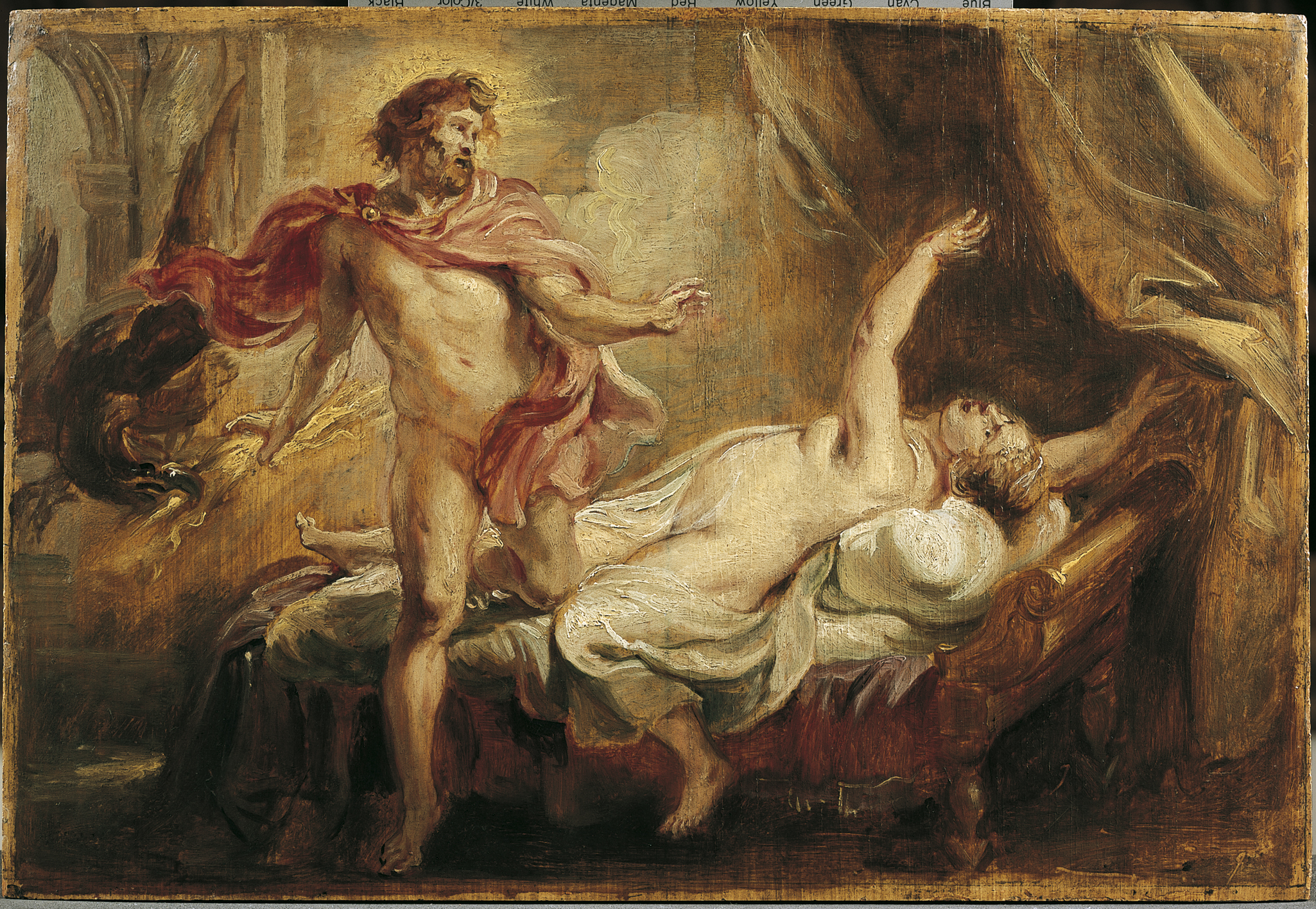
Peter Paul Rubens: „Tod der Semele“, vor 1640

Semele (altgriechisch Σεμέλη Semélē) ist in der griechischen Mythologie die Tochter des Königs Kadmos, des Gründers von Theben, und der Harmonia, der Göttin der Eintracht, und die Mutter des Weingottes Dionysos. Semeles Schwestern sind Agaue, Ino und Autonoë, ihre Brüder Illyrios und Polydoros.
Zur Göttin wurde Semele unter dem Namen Thyone.

## Name
Die Herleitung des Namens „Semele“ aus der rekonstruierten phrygischen Lautform zemelos als „Erdenbewohner(in), Mensch“ ist umstritten; je nach Herkunft der Forscher wird die phrygische Herkunft (Anatolien) angenommen oder abgelehnt. Die indogermanistische Forschung hat die indogermanische Sprachwurzel *tu̯emelah „die Anschwellende“ vorgeschlagen. Semele wäre hier als die schwangere Mutter des Fruchtbarkeitsgottes Dionysos und nicht als die Erdenbewohnerin bezeichnet, mit der Zeus eine Verbindung einging.

## Mythos
Zeus erschien Semele als Sterblicher, eine seiner vielen Verwandlungen, um die Frau, die er begehrte, zu gewinnen. Er zeugte mit ihr Dionysos. Hera, die Gattin des Zeus, war eifersüchtig, als sie von der neuen Liebschaft ihres Gemahls erfuhr. Auch sie verwandelte sich – und nahm die Gestalt von Semeles alter Amme Beroë an. Als diese säte sie nun den Zweifel in Semeles Herz, nämlich dass Zeus gar nicht Zeus sei. Semele erbat sich nun von ihrem Geliebten einen einzigen Wunsch, nämlich ihn in seinem ganzen Glanz sehen zu dürfen. Zeus, der Semele liebte, versuchte ihr das auszureden, aber sie wollte Gewissheit und da Zeus ihr sein Wort gegeben hatte, zeigte er sich ihr schließlich, worauf sie durch seinen Glanz bzw. durch die Hitze des Blitzes vernichtet wurde. Man erzählt es auch so: (wie) vom Blitz getroffen, nämlich von einem Blitz des Zeus, sank sie zu Boden. Mit ihr verbrannte der ganze Palast des Kadmos und es heißt, dass von ihrem Grab noch lange Zeit Rauch hochstieg.
Das Kind in ihrem Leib wurde jedoch durch Hermes gerettet: Zeus nähte es sich in seinen Oberschenkel und brachte das Kind drei Monate später selbst zur Welt (siehe Schenkelgeburt).
Nach einer anderen Erzählung wurde Semele mit dem Kind in eine Kiste gelegt und dem Meer übergeben, was an die Geschichte von Zeus und die Geburt des Perseus durch Danaë denken lässt, die mit ihrem Kind ebenfalls in einer Kiste ausgesetzt wurde. In Brasiai in Lakonien wurden die beiden an Land gespült, wo die nunmehr tote Semele begraben und Dionysos aufgezogen wurde.
Später wurde Semele von Dionysos aus der Unterwelt geholt und in den Olymp aufgenommen, wo sie als Thyone unter den Göttern lebt.